# Cantonul Limoges-Grand-Treuil
Cantonul Limoges-Grand-Treuil este un canton din arondismentul Limoges, departamentul Haute-Vienne, regiunea Limousin, Franța.

## Comune
| Comune  | Populație (1999) | Cod poștal | Cod INSEE |
| ------- | ---------------- | ---------- | --------- |
| Limoges | 6.771            | 87100      | 87085     |